# Орифламма
Орифла́мма (фр. oriflamme от лат. aurum — золото, flamma — пламя) — небольшой штандарт французских королей, первоначально составлявший запрестольную хоругвь в аббатстве Сен-Дени. Орифламма была главнейшей воинской хоругвью королевских французских войск. Впервые была взята из Сен-Дени Филиппом I и употреблялась в войсках до 1415 года, когда в последний раз появилась в сражении при Азенкуре. Орифламма была потеряна в бою, как минимум, пять раз: при Монс-ан-Певеле (1304), при Креси (1346), при Пуатье (1356), при Азенкуре, а также во время Седьмого Крестового похода.
Носилась почётным хоругвеносцем (фр. porte-oriflamme) и поднималась на копьё лишь в момент боя; до этого хоругвеносец носил орифламму на себе.